# بيتر دروشيل
بيتر دروشيل (بالإنجليزية: Peter Druschel)‏ (ولد في 22 أبريل 1959 فيباد ريشنهول) وهو عالم حاسوب ألماني ومدير مؤسس لمعهد ماكس بلانك لأنظمة البرمجيات في ساربروكن.

## عمله
درس دروشيل الهندسة الكهربائية المتخصصة في تكنولوجيا البيانات في جامعة العلوم التطبيقية في ميونيخ وأكمل دراسته كمهندس دراسات عليا. تخرج في عام 1994 من جامعة أريزونا تحت لاري ل. بيترسون. في العام نفسه، أصبح أستاذًا مساعدًا لعلوم الكمبيوتر في جامعة رايس. في عام 2000 أصبح أستاذاً مشاركاً ثم أصبح بروفيسور في عام 2002.
في أغسطس 2005، بدأ عمله في معهد ماكس بلانك لأنظمة البرمجيات في ساربروكن كمدير مؤسس. تخصص دروشيل في الأنظمة الموزعة مثل شبكات «نظير إلى نظير أخر» وأنظمة الأمان والتشغيل. جنبا إلى جنب مع أنت روستورن، طور دروشيل إحدى التقنيات في مايكروسوفت. في عام 2008، تم انتخاب دروشيل عضوا في ليوبولدينا. في العام نفسه، تم قبوله كعضو في أكاديميا يوروبا.